# 2018年亚美尼亚示威
2018年亚美尼亚示威 是于2018年4月12日开始，亚美尼亚多个反对派团体在公民合约党领袖尼科尔·帕希尼扬领导下抗议前总统谢尔日·萨尔基相第三次出任亚美尼亚总理的反政府示威，后来抗议者的诉求变为要求共和党政府下台并重新举行选举。
4月23日，谢尔日·萨尔基相承认失误并辞去总理职务。然而反对派并未停止游行并要求亚美尼亚共和党政府下台。此次示威被某些人认为与许多其他的后共产主义国家出现的颜色革命类似。4月25日晚，执政联盟成员亚美尼亚革命联盟宣布退出执政联盟，这意味着只要有六名执政党成员倒戈，反对党领导人就有机会被选为总理。2018年4月26日，亚美尼亚议会决定在5月1日举行第二次总统选举。

## 萨尔基相的总理提名
示威开始于2018年3月，执政党共和党并未排除前总统 谢尔日·萨尔基相被再次提名的可能性。这意味着萨尔基相有可能延续其从2007年3月以来对亚美尼亚的统治 (分别作为总统和总理)。2015年修改的新宪法规定亚美尼亚政府由半总统制变为议会制，这使得萨尔基相有可能继续掌握实权。
4月14日，抗议者宣布要在共和党正式提名萨尔基相为总理候选人时封锁共和党总部。共和党在首都埃里温之外召开会议并一致提名萨尔基相为总理候选人。执政联盟成员亚美尼亚革命联盟宣布支持执政党的这一决定。

## 抗议开始

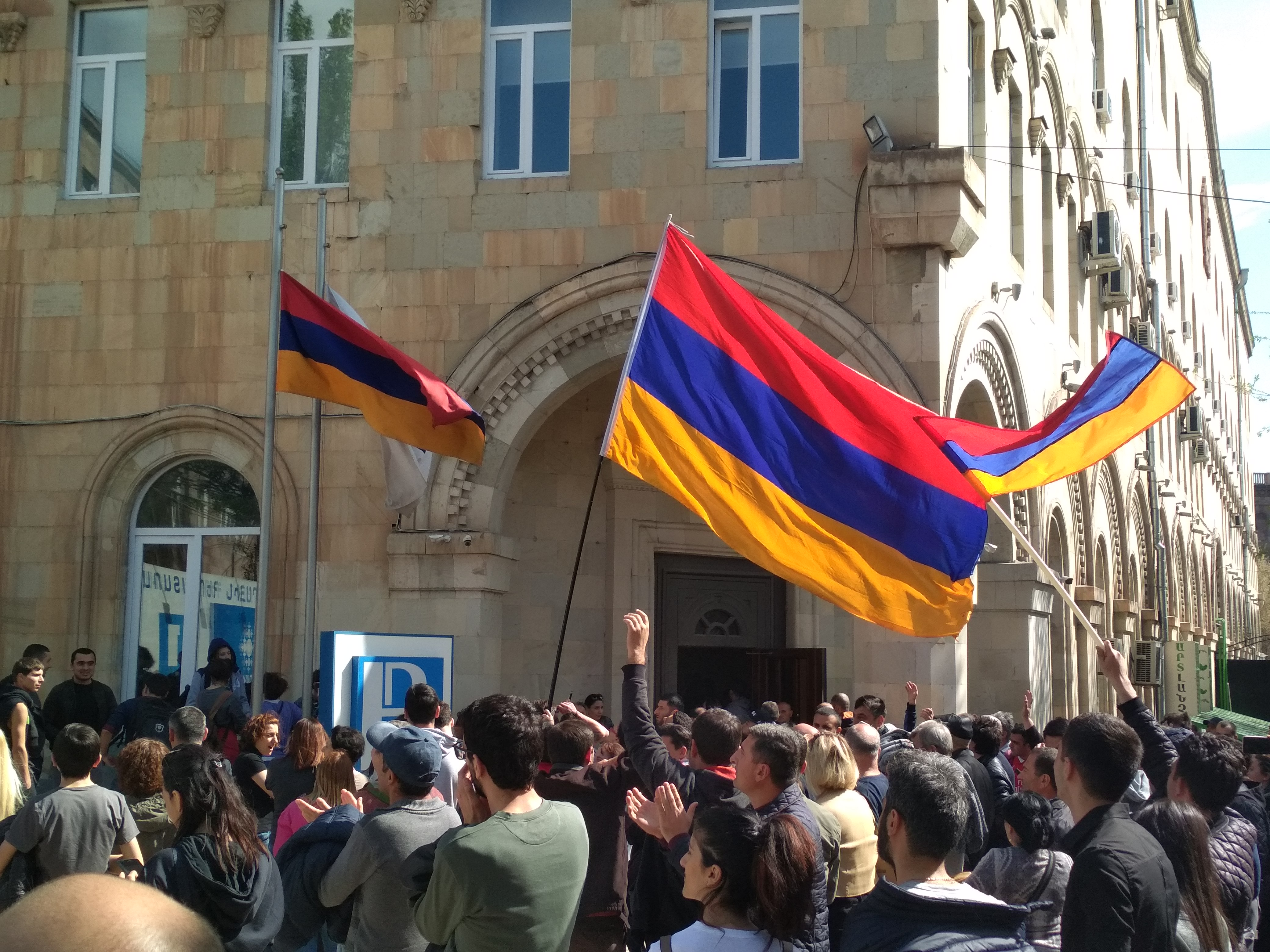
4月12日的抗议

在抗议开始的第一天，大约100名抗议者在法国广场上过夜，14日晚也有相同人数的抗议者逗留，截止当地时间周日早上（15日）亚美尼亚警方并没有尝试去阻止抗议者。 
在4月16日星期一，"采取措施，阻止谢尔日" 运动开始了公民抗命活动。17日, 即总理选举的日期, 抗议者试图封锁国民议会的入口以阻止投票进行。防暴警察则组成阵线阻止抗议者朝国会大楼前进。
在萨尔基相正式当选总理后，尽管已经有数百人被警方逮捕，抗议者的数量仍不断增长。4月21日晚，抗议人数达到5000人， 首都埃里温和全国其他地区开始出现许多街头封锁。
随着抗议人数的不断增加，新总理多次提出希望与抗议运动领导人，反对党议员尼科尔·帕希尼扬举行会谈。4月21日晚，亚美尼亚总统进入集会现场与帕西尼扬举行了简短的会谈，后者同意在4月22日上午10点会见总理， 并表示他相信总理萨尔基相会辞职。